# Tage Erlander
Tage Fritjof Eralnder (n. 13 iunie 1901, Ransäter⁠(d), Comitatul Värmland, Suedia – d. 21 iunie 1985, Parohia Sf. Göran⁠(d), Comitatul Stockholm, Suedia) a fost un om politic suedez. Membru al Partidului Social-Democrat, Erlander a îndeplinit funcția de prim-ministru al Suediei în perioada 1946-1969.